# Kedrovka (oblast Sverdlovsk)
Kedrovka (Russisch: Кедровка) is een nederzetting met stedelijk karakter in de Russische oblast Sverdlovsk op de oostelijke hellingen van de Centrale Oeral. De plaats ligt op ongeveer 10 kilometer ten noorden van de stad Berjozovski en ongeveer 20 kilometer ten noordoosten van Jekaterinenburg aan de spoorlijn tussen Jekaterinenburg en Rezj en een zijweg van de hoofdweg van Jekaterinenburg naar Alapajevsk. Kedrovka valt bestuurlijk gezien onder het stedelijk district van de stad Berjozovski en telde 2.445 inwoners bij de volkstelling van 2002.
De plaats ontstond als een arbeidersnederzetting rond de turfwinning op het gelijknamige deel van het turfwinningsgebied van het turfwinningsbedrijf van het noordoostelijker gelegen Monetny. In Kedrovka bevonden zich werkplaatsen voor machines en zaagmolens voor de bosbouw.
Op 5 maart 1943 werd de plaats onder jurisdictie van de plaats Oktjabrski geplaatst, maar op 23 januari 1996 besloot de stad Berjozovski dat de situatie werd omgedraaid en kwamen Oktjabrski en het nabijgelegen Krasnogvardejski onder jurisdictie van Kedrovka te vallen. Deze bestuurlijke hervorming werd bekrachtigd door de wetgevende macht van de oblast Sverdlovsk op 9 juli 1997.